# Leucophenga cuneata
Leucophenga cuneata är en tvåvingeart som beskrevs av Bachli 1971. Leucophenga cuneata ingår i släktet Leucophenga och familjen daggflugor. Inga underarter finns listade i Catalogue of Life.